# Свято
Свято — село в Гороховецком районе Владимирской области России, входит в состав Фоминского сельского поселения.

## География
Село расположено в 10 км на юго-запад от центра поселения села Фоминки и в 47 км на юго-запад от Гороховца.

## История
В писцовых книгах 1628—1630 годов Муромского уезда за муромцем Иваном Сергеевичем Осорьиным отмечено сельцо Свято на месте пустоши Свято с запустевшей церковью Архистратига Михаила. В сельце имелись двор помещиков и 3 двора крестьянских. В окладных книгах Рязанской епархии за 1678 год в селе Свято отмечена церковь во имя Архистратига Михаила. В 1819—1829 годах вместо обветшавшего деревянного храма на средства помещика Муромцева и прихожан построен был небольшой каменный храм, в 1863—1864 годах трапеза храма была расширена. Престолов в храме было три: в холодной во имя Архистратига Михаила, в трапезе теплой в честь Смоленской иконы Божьей Матери и Святого Николая Чудотворца. В селе Свято существовала земская народная школа, учащихся в 1897—1898 году было 100.
В XIX и первой четверти XX века село являлось центром Святской волости Гороховецкого уезда.
С 1929 года село являлось центром Святского сельсовета Фоминского района Горьковского края. С 1944 года — в составе Владимирской области. С 1959 года — в составе Гороховецкого района, с 1977 года — в составе Фоминского сельсовета.

## Население
| 1859 | 1905 |
| ---- | ---- |
| 205  | 364  |

| 1859 | 1905 | 1926 | 2002 | 2010 | 2021 |
| ---- | ---- | ---- | ---- | ---- | ---- |
| 205  | ↗364 | ↘304 | ↘17  | ↘8   | ↗11  |